# Yoder Glacier
Yoder Glacier är en glaciär i Antarktis. Den ligger i Västantarktis. Inget land gör anspråk på området. Yoder Glacier ligger 359 meter över havet.
Terrängen runt Yoder Glacier är kuperad åt nordväst, men åt sydost är den platt. Trakten är obefolkad. Det finns inga samhällen i närheten.